# Malthonica picta
Malthonica picta är en spindelart som först beskrevs av Simon 1870.  Malthonica picta ingår i släktet Malthonica och familjen trattspindlar. Inga underarter finns listade i Catalogue of Life.